# Księstwo Oettingen
Księstwo Oettingen – dawne księstwo w południowych Niemczech. Część składowa Świętego Cesarstwa Rzymskiego.
Powstało w 1442, kiedy to dotychczasowy graf Oettingen Wilhelm przyjął tytuł książęcy. W 1431 poślubił on Beatrycze della Scala. Po jego śmierci władzę przejął jego trzeci syn Wolfgang. Poszerzył on granice Oettingen. Zmarł w 1522, zaś kolejnym księciem został jego najstarszy syn Karol Wolfgang. Kolejni książęta nie dokonali żadnych większych zmian w państwie. Dopiero Albert Ernest I powiększył trochę Oettingen. Po jego śmierci w 1674 władzę przejął jego syn Albert Ernest II. Miał on syna, który żył jednak tylko jeden dzień. Dlatego też w testamencie ofiarował swoje księstwo Bawarii.